# فيصل بن فهد بن عبد العزيز آل سعود
الأمير فيصل بن فهد بن عبد العزيز آل سعود (28 ديسمبر 1946 - 21 أغسطس 1999) الابن الأكبر للملك فهد بن عبد العزيز آل سعود ولد في الرياض عام 1946م / 1365 هـ، والدته هي العنود بنت عبدالعزيز بن مساعد آل سعود، كان يشغل منصب الرئيس العام لرعاية الشباب قبل وفاته.

## تعليمه ومولده
مولد الأمير فيصل بن فهد بن عبد العزيز آل سعود كان في الرياض من عام 1365 هـ/1946 وهو أكبر أبناء خادم الحرمين الشريفين الملك فهد بن عبد العزيز آل سعود، درس في الرياض بمدارسها الحديثة الابتدائية والمتوسط والثانوية وتخرج من الثانوية في عام 1385 هـ أو 1386 هـ وتخرج من الجامعة في عام 1389 هـ أو 1390 هـ وقد كان ذلك في منتصف عهد الملك فيصل.
تحدث الشيخ عثمان الصالح مدير معهد الأنجال عن الأمير فيصل بن فهد، وقد أشرف على تعليمه من المرحلة الابتدائية حتى الثانوية قائلاً:
- في التنبؤ بتفوقه وتميزه:

«إنه كان يتوقع في وقت سابق نبوغ فيصل وأن يكون هذا الرجل شخصاً قيادياً ومؤثراً في مجتمع بلاده والمجتمعات العربية الأخرى كافة، وهذا ما كنا نؤكد عليه في وقت ماض مع جميع المدرسين، والذي يتابع شخصية فيصل بن فهد يدرك ذلك جيداً».
- في وصف القوة التعليمية للأمير فيصل بن فهد في المرحلتين المتوسطة والثانوية:

«إن الطالب فيصل بن فهد في هذه المرحلة بدأ يحاول تكوين شخصية مستقلة واضحة، كان متأثراً كثيرا بشخصية والده خادم الحرمين الشريفين وسعى لأن يتقمص منه الشيء الكثير وأيضا شخصية عمه الأمير سلطان بن عبد العزيز وتحديداً في موضوع الخطابة».
- كلمة أخيرة:

«لقد كان (رحمه الله) رياضياً أدبياً، مثقفاً وقيادياً وهذه الأمور كانت معه في حياته التعليمية واستمرت حتى وافاه الأجل، ولو أردنا أن نتحدث عن فيصل بن فهد الطالب والرئيس العام لرعاية الشباب لملأنا المجلدات والكتب ولا يسعني في هذا المقام إلا أن أقول: إنه (رحمه الله) كان يقدر العلم وأصحابه وكان لا يرد لي طلباً».

## حياته وأعماله
تولى في عام 1391هـ منصب نائب الرئيس العام لرعاية الشباب ورئيسها آنذاك الأمير خالد بن فيصل بن عبد العزيز آل سعود الذي أصبح في صفر من ذلك العام أميرا لمنطقة عسير، وقد تولى أثناء توليه منصب نائب الرئيس العام لرعاية الشباب عدة مناصب منها:
- رئيس الإتحاد العربي السعودي لكرة القدم.
- رئيس اللجنة الوطنية لمكافحة المخدرات.
- رئيس الإتحاد السعودي لرياضة ذوي الإحتياجات الخاصة.

أما بقية المناصب والموجودة في مناصبه فقد تولاها بعد عام 1403هـ وعام 1403هـ هو العام الذي أصبح الأمير فيصل بن فهد رئيسا عاما لرعاية الشباب.

## أسرته

متزوج من منيرة بنت سلطان بن عبد العزيز آل سعود (توفيت يوم السبت 9 رجب 1432هـ الموافق 11 يونيو 2011م إثر مرض عضال).

### الأبناء
- هيفاء بنت فيصل بن فهد بن عبد العزيز آل سعود. متزوجة من الأمير سعود بن خالد بن عبد الله بن عبد الرحمن آل سعود. ولها من الابناء الأمير عبدالعزيز ، الأميرة منيرة ، الأمير عبدالله ، الأميرة لمى.
- شهيناز بنت فيصل بن فهد بن عبد العزيز آل سعود. متزوجة من الأمير بندر بن خالد بن عبد الله بن عبد العزيز بن عبد الله آل سعود.
- نسرين بنت فيصل بن فهد بن عبد العزيز آل سعود. متزوجة من الأمير فيصل بن أحمد بن عبد العزيز آل سعود.
- الأمير نواف بن فيصل بن فهد بن عبد العزيز آل سعود. متزوج من موضي بنت أحمد بن مساعد بن أحمد السديري.
- الأمير خالد بن فيصل بن فهد بن عبد العزيز آل سعود.

## مناصبه
- حاصل على بكالوريوس العلوم السياسية والإدارة من جامعة كاليفورنيا في الولايات المتحدة الأمريكية.
- الرئيس العام لرعاية الشباب في المملكة العربية السعودية.
- رئيس اللجنة الأولمبية العربية السعودية
- رئيس الاتحاد العربي للألعاب الرياضية
- رئيس الاتحاد العربي لكرة القدم
- رئيس الاتحاد العربي السعودي لكرة القدم
- رئيس الجمعية العمومية السعودية لبيوت الشباب
- رئيس الاتحاد السعودي لرياضة المعوقين
- رئيس الاتحاد الرياضي للتضامن الإسلامي
- رئيس اللجنة الدولية للحفاظ على التراث الحضاري الإسلامي
- عضو اللجنة الأولمبية الدولية
- رئيس اللجنة العليا لجائزة الدولة التقديرية في الأدب بالمملكة العربية السعودية
- الرئيس الفخري للمنظمة الدولية للفن الشعبي في النمسا
- رئيس اللجنة الوطنية لمكافحة المخدرات

## وفاته
أعلن الديوان الملكي السعودي في بيان رسمي مساء السبت 10 جمادى الأولى 1420هـ الموافق 21 أغسطس 1999م الأمير فيصل بن فهد بن عبد العزيز آل سعود الرئيس العام لرعاية الشباب رئيس الاتحاد العربي للألعاب الرياضية الذي وافته المنية إثر نوبة قلبية ألمّت به في مستشفى الملك فيصل التخصصي بالرياض وكان الديوان الملكي قد أصدر البيان التالي:
تُوفي بعد ظهر هذا اليوم السبت 10 جمادى الأولى 1420هـ الموافق 21 أغسطس 1999م الأمير فيصل بن فهد بن عبد العزيز آل سعود الرئيس العام لرعاية الشباب إثر نوبة قلبية تعرض لها عن عمر يناهز أربعة وخمسين عاماً قضى معظمها مكرساً جهوده لخدمة ورعاية الشباب ورفع مستوى الرياضة في المملكة العربية السعودية حتى وصلت إلى ما وصلت إليه من مستوى مشرف.
وأُدّيت صلاة الميت على الفقيد عصر يوم الأحد 11 جمادى الأولى 1420هـ الموافق 22 أغسطس 1999م في جامع الإمام تركي بن عبد الله بالرياض حيث أدى الصلاة عليه الأمراء والعلماء والوزراء والمسؤولون وجموع غفيرة من المواطنين والمقيمين.[بحاجة لمصدر]

## الأوسمة والميداليات التي تقلدها الأمير فيصل بن فهد
- وشاح الملك عبد العزيز من الدرجة الأولى (أعلى وسام بالمملكة)
- وشاح الملك فيصل تقديراً لما بذله في خدمة شباب المملكة.
- وسام العرش المغربي من الملك الحسن الثاني عام 1985م.
- وسام الجمهورية التونسية (من الطبقة الأولى) من الرئيس حبيب بو رقيبة عام 1986م.
- وسام أمير دولة الكويت الشيخ جابر الأحمد الصباح من الدرجة الممتازة عام 1993م.
- وسام الرئيس زين العابدين بن علي رئيس الجمهورية التونسية.
- وسام ORDER عضوية اللجنة الأولمبية الدولية من اللجنة الأولمبية الدولية.
- الميدالية الذهبية من مجلة بطل أفريقيا الرياضية في تونس عام 1983م.
- وسام الاستحقاق من الدرجة الأولى من جمعية بيوت الشباب العربية عام 1989م.
- شهادة الزمالة للمنظمة الكشفية العالمية (زمالة بادن بأول عام 1993م).
- الوسام العالمي للاتحاد الدولي لكرة اليد عام 1997م.
- حصل على لقب رجل العام بعد اختياره أفضل شخصية رياضية عربية قيادية لعام 1998م من مجلة الاعتدال السورية التي تصدر في ولاية نيوجرسي.
- درع مهرجان الجنادرية (15) عام 1420هـ.
- وسام الأرز اللبناني من الطبقة الأولى برتبة ضابط من دولة رئيس الوزراء اللبناني سليم الحص عام 2000م، تقديراً من حكومة وشعب لبنان.
- الميدالية الذهبية من الاتحاد الآسيوي لكرة القدم عام 1999م تقديراً لجهوده وعرفاناً بما قدمه من دعم وخدمات للاتحاد الآسيوي لكرة القدم.
- وسام الاستحقاق من الاتحاد الدولي لكرة القدم نظير إسهاماته المميزة لنمو وتطور كرة القدم العالمية وإنجازاته على الصعيد العربي والقاري والدولي.
- حصل على جائزة المفتاحة من لجنة التنشيط السياحي بعسير عام 1421هـ.
- حصل على جائزة الاتحاد العالمي للمنظمات غير الحكومية للوقاية من المخدرات عام 2000م تقديراً لجهوده في مجال الوقاية من المخدرات.
- وسام من الدرجة الممتازة للمنظمة الإسلامية للتربية والعلوم والثقافة (الايسيسكو) عام 2000م تقديراً للجهود الكبيرة التي قام بها سموّه في دعم العالم الإسلامي.
- حصل على جائزة الاستحقاق الدولية لاتحاد اللجان الأولمبية
- الوطنية (الأكنو) عام 2001م.

## وصلات خارجية
- فيصل بن فهد بن عبد العزيز آل سعود على موقع أوليمبيديا (الإنجليزية)